# Alan E. Nourse
Pour les articles homonymes, voir Nourse.
Œuvres principales
- Star Surgeon
- Révolte sur Titan
- Rx for Tomorrow

Alan E. Nourse, né le 11 août 1928 à Des Moines en Iowa et mort le 19 juillet 1992  à Thorp (en) dans l'État de Washington, est un médecin et un écrivain américain de science-fiction et de littérature d'enfance et de jeunesse. Il a signé de nombreux récits de science-fiction pour enfants et adultes, ainsi que divers ouvrages, principalement de médecine.

## Biographie
Alan E. Nourse grandit jusqu'à l'âge de 15 ans à Des Moines (États-Unis), où il est né en 1928, puis déménage avec sa famille à New York.
Il amorce des études de médecine, puis s'engage dans les troupes médicales de l'U.S. Navy de 1946 à 1948.
À la fin de ses années de service, il reprend les études, obtient, en 1951, un Bachelor of Science de l'université Rutgers, dans le New Jersey, ainsi qu'un titre de docteur en médecine en 1955 de l'université de Pennsylvanie.
Le 11 juin 1952, il épouse Ann Jane Morton.
Il accomplit une année d'internat à Seattle avant d'exercer la médecine de 1958 jusqu'en 1963 dans l'État de Washington, tout en poursuivant sa carrière d'écrivain.
Après s'être mis à la retraite de la médecine, il continue d'écrire. En particulier, il tient une rubrique régulière dans le magazine Good Housekeeping sous le nom de Family Doctor.
Dans le domaine de la science-fiction, il écrit dans divers magazines, dont Galaxy Magazine, Astounding Science Fiction, The Magazine of Fantasy and Science Fiction, Analog Science Fact, Amazing Stories et Science Fiction Terror Tales. 
Il est l'auteur du roman The Bladerunner qui donnera son nom au film Blade Runner réalisé par Ridley Scott. Cependant, l'histoire du film est tirée de la nouvelle de Philip K. Dick intitulée Les Androïdes rêvent-ils de moutons électriques ?, et non de son roman.
Il écrit plusieurs romans sous les pseudonymes Al Edwards et Doctor X.
Plusieurs lecteurs ont cru par erreur qu'Alan Nourse était un nom de plume d'Andre Norton (qui a également écrit sous le pseudonyme « Andrew North »).
Alan Nourse a été président de la SFWA de 1968 à 1969 et est connu dans le milieu littéraire pour avoir aidé financièrement différents auteurs de science-fiction.

## Œuvres
Liste non exhaustive

### Romans
- A Man Obsessed (1955)
- The Invaders Are Coming! (1959), en collaboration avec J. A. Meyer
- The Universe Between (1965)
- The Mercy Men (revision de A Man Obsessed), (1968)
- The Bladerunner (1974)
- The Practice (1978)
- The Fourth Horseman (1983)

### Romans pour la jeunesse
- Révolte sur Titan, Hatier, 1971 ((en) Trouble on Titan, 1954)Bande dessinée
- Rocket to Limbo (1957)
- Scavengers in Space (1959)
- Star Surgeon (1960)
- Raiders from the Rings (1962)

### Recueils de nouvelles
- Tiger by the Tail (1961), publié sous le titre Beyond Infiniy au Royaume-Uni
- The Counterfeit Man and Other Stories (1963)
- Psi-High (1967)
- Rx for Tomorrow (1971)
- (en) 12 Worlds of Alan E. Nourse, 2010

De plus, Alan Nourse a publié de très nombreuses nouvelles qui n'ont pas été reprises en volume.

### Anthologie de nouvelles
- Mon frère en cauchemar, 1954 ((en) Nightmare Brother, 1954)

### Ouvrages médicaux
- So You Want to Be a Doctor (1957)
- So You Want to Be a Nurse (1961)
- Intern (1965), signé du pseudonyme Doctor X
- Le Corps, Robert Laffont Sciences, 1969 ((en) The Body, 1965)
- Hormones: an Impact Book (1979)
- Herpes: an Impact Book (1985)
- AIDS: an Impact Book (1986)
- Teen Guide to Safe Sex (1990)
- Sexually Transmitted Diseases (1992)
- The Virus Invaders: a Venture Book (1992)

### Autres publications
- Nine Planets (1960, édition révisée en 1970)
- Universe, Earth and Atom: The Story of Physics (1969)
- Venus and Mercury: a First Book (1972)
- The Backyard Astronomer (1973)
- The Giant Planets: a First Book (1974, édition révisée en 1982)
- The Asteroids: a First Book (1975)
- The Elk Hunt (1986)